# Dat ole Hus

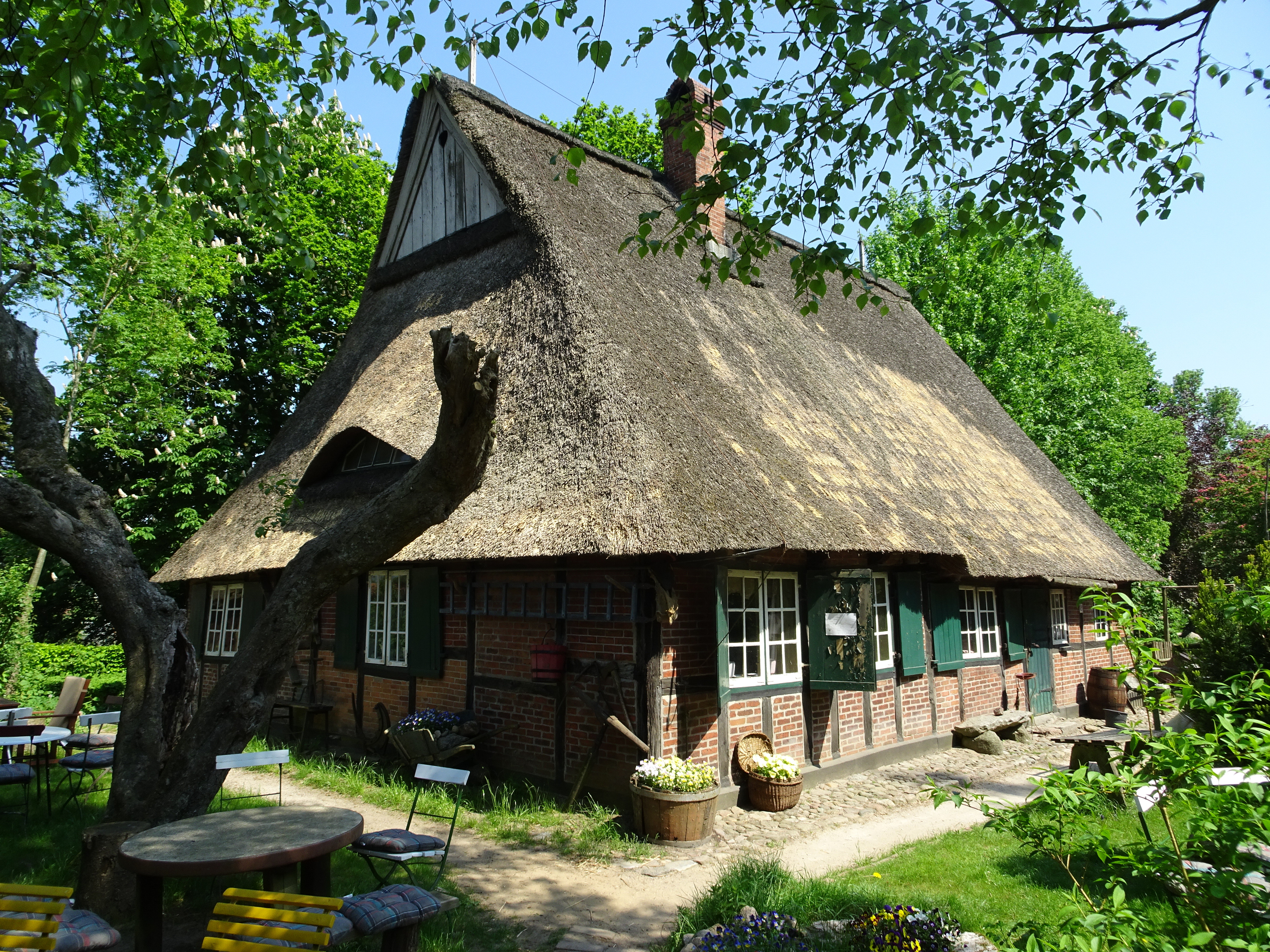
Heimatmuseum „Dat ole Hus“ (Alte Kate)

Dat ole Hus (plattdeutsch für: Das alte Haus) ist ein Heimatmuseum im Ortsteil Bünzen der Gemeinde Aukrug in Schleswig-Holstein.

## Geschichte

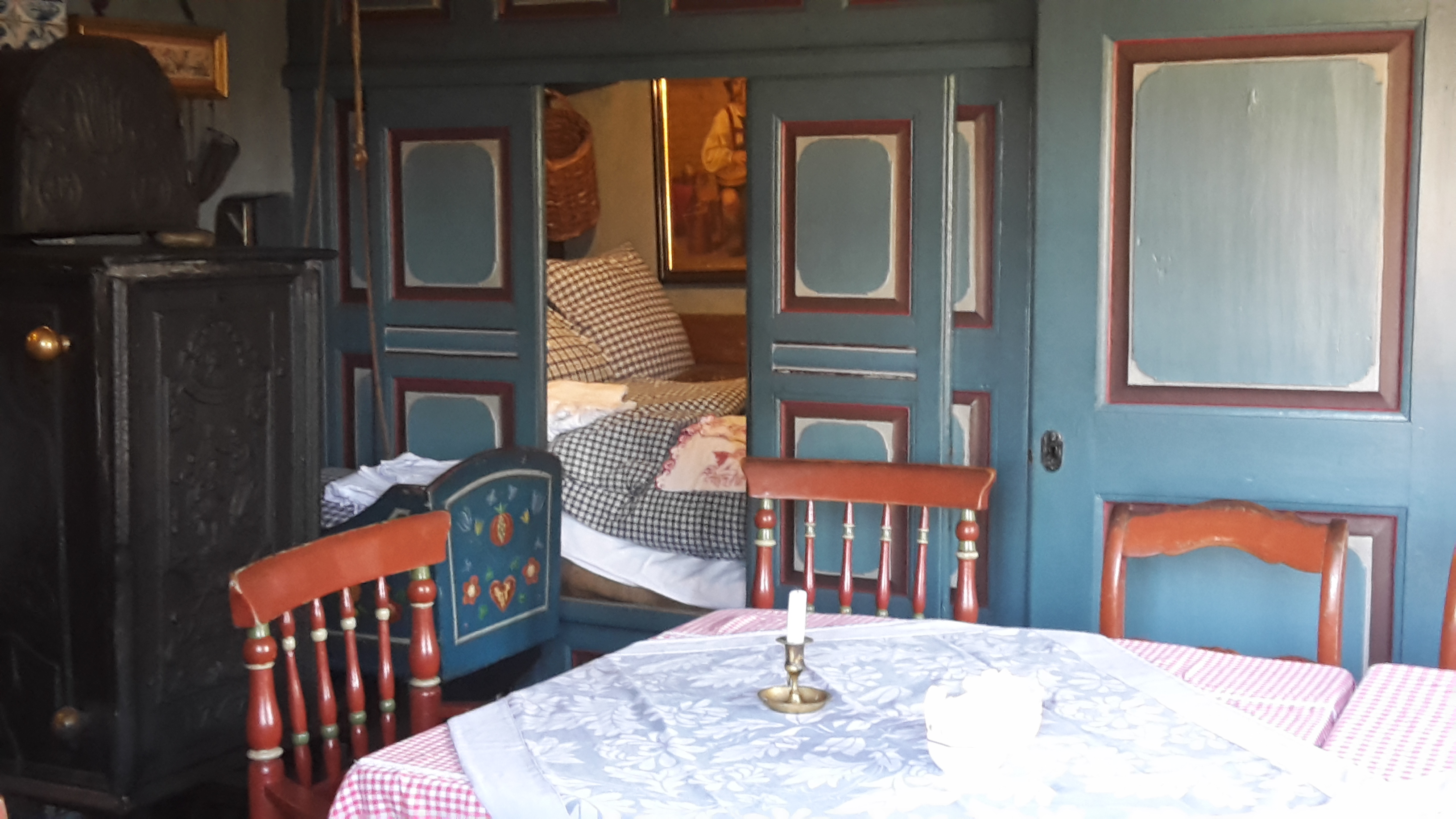
Stube in der Kate

Das Museum befindet sich in einer um 1700 erstmals erwähnten Kate, die 1804 nach einem Brand neu aufgebaut wurde. Im November 2006 wurden aus dem Konstruktionsholz des Gebäudse zehn Bohrproben entnommen; drei Proben waren aus den mächtigen Deckenbalken der Rauchdiele datierbar, vier aus dem Sparrenbereich des schichten Kehlbalkendaches. Als Bauzeit galt bis dahin die durch urkundliche Aufzeichnungen belegte Zeit um 1700, während die bis dahin angenommene durchgehende Renovierung und Umbauten mit dem Brand 1803 in Verbindung gebracht wurden. Die dendrochronologische Untersuchung ergab ein einheitliches Fälldatum der Bauhölzer, so dass als Baujahr der heutigen Kate 1790 gelten muss, der überlieferte Brand mithin geringen Schäden angerichtet haben wird.
Der auch durch seine plattdeutsche Dichtung bekannt gewordene Lehrer Jürgen Friedrich Ahrens (* 1834; † 1914) wuchs als Sohn eines Brennmeisters im olen Hus auf.
1961 richtete das Ehepaar Edith und Werner Hauschildt in der Kate und auf dem Grundstück ein privat geführtes Volkskunde- und Freilichtmuseum ein. Nachdem die Gemeinde im Jahr 2011 zunächst die Immobilie erworben hatte, wurde nach dem planmäßigen Ende des Pachtvertrages mit der Familie Hauschildt im Januar 2016 ein Förderverein für den Betrieb des Museums gegründet.

## Gebäude und Ausstellung

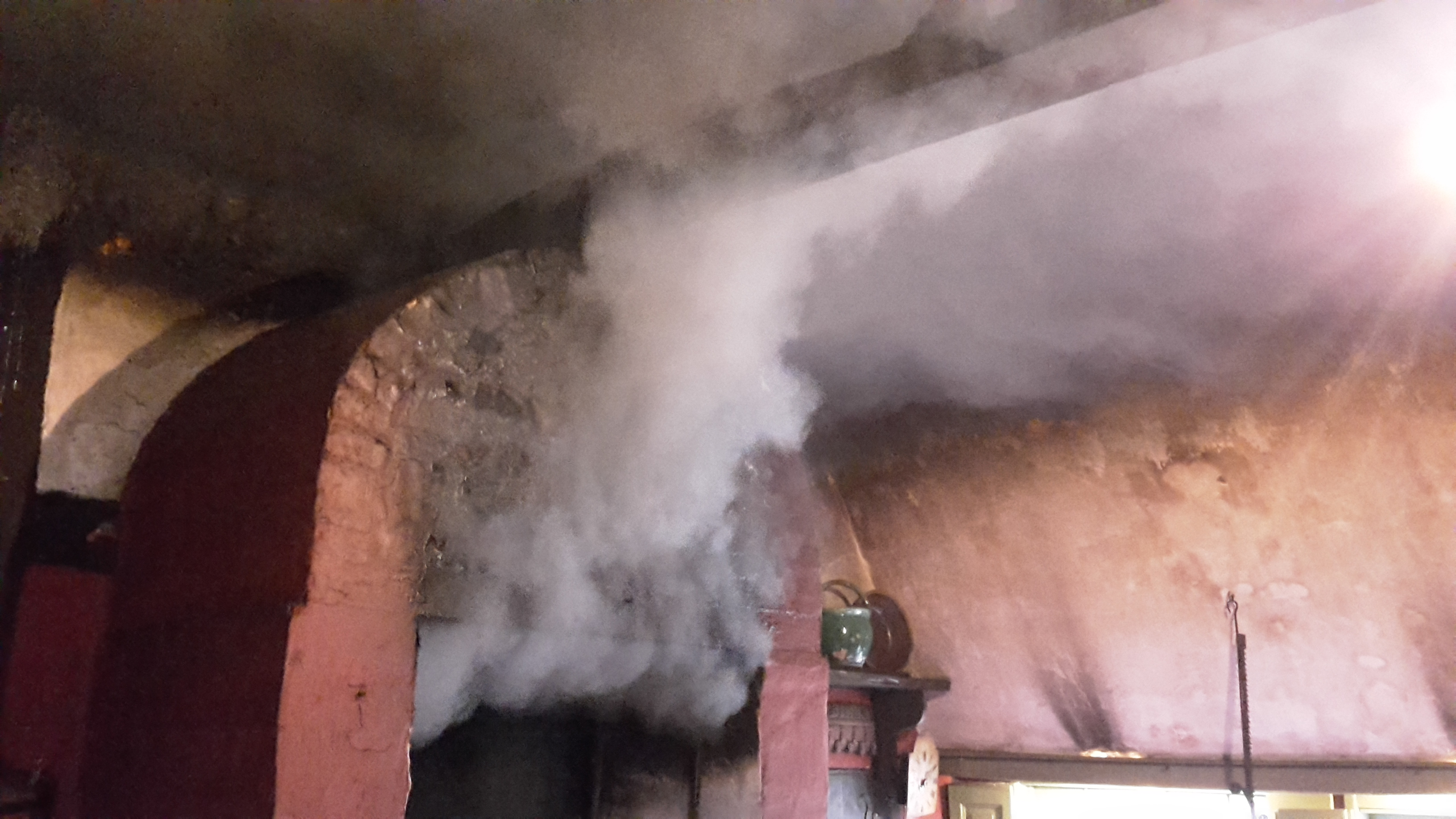
Rauch in der Diele

Die Kate ist ein Niederdeutsches Fachhallenhaus mit zweimal vorspringenden bretterverschaltem Frontgiebel und rückseitig abgewalmten Reetdach. 1724 wurde die Hufe erstmals in den Amtsrechnungen aufgeführt. Der Besitz hatte das Recht zur Führung einer Schankwirtschaft und einer Brennerei. Beim großen Brand von Bünzen im Jahre 1803 brannte es nicht vollständig nieder und wurde 1804 an der gleichen Stelle und in der gleichen Form wieder aufgebaut. Es besteht aus zwei Wohnungen, die beide mit Stube, Wandbetten, einem Bilegger, einer Küche mit Schwibbogen und Speisekammer sowie einem Stall an der Diele ausgestattet sind. Das Haus war bis zum Einbau des Schornsteins im Jahre 1907 ein Rauchhaus, in dem der Rauch über die von beiden Wohnungen gemeinsam genutzte Diele abzog.
Im Rahmen von Führungen können die Innenräume im Olen Hus besichtigt werden, die einen anschaulichen Eindruck bäuerlicher Wohnkultur aus dem 18. bis ins frühe 20. Jahrhundert vermitteln. Aus dem gleichen Zeitraum stammen die Arbeitsgeräte, die in einem Stall, vier Remisen und im Bienenstand ausgestellt sind. Regelmäßig zeigt das Museum kleine Sonderausstellungen zu verschiedenen Themen.

## Bilder

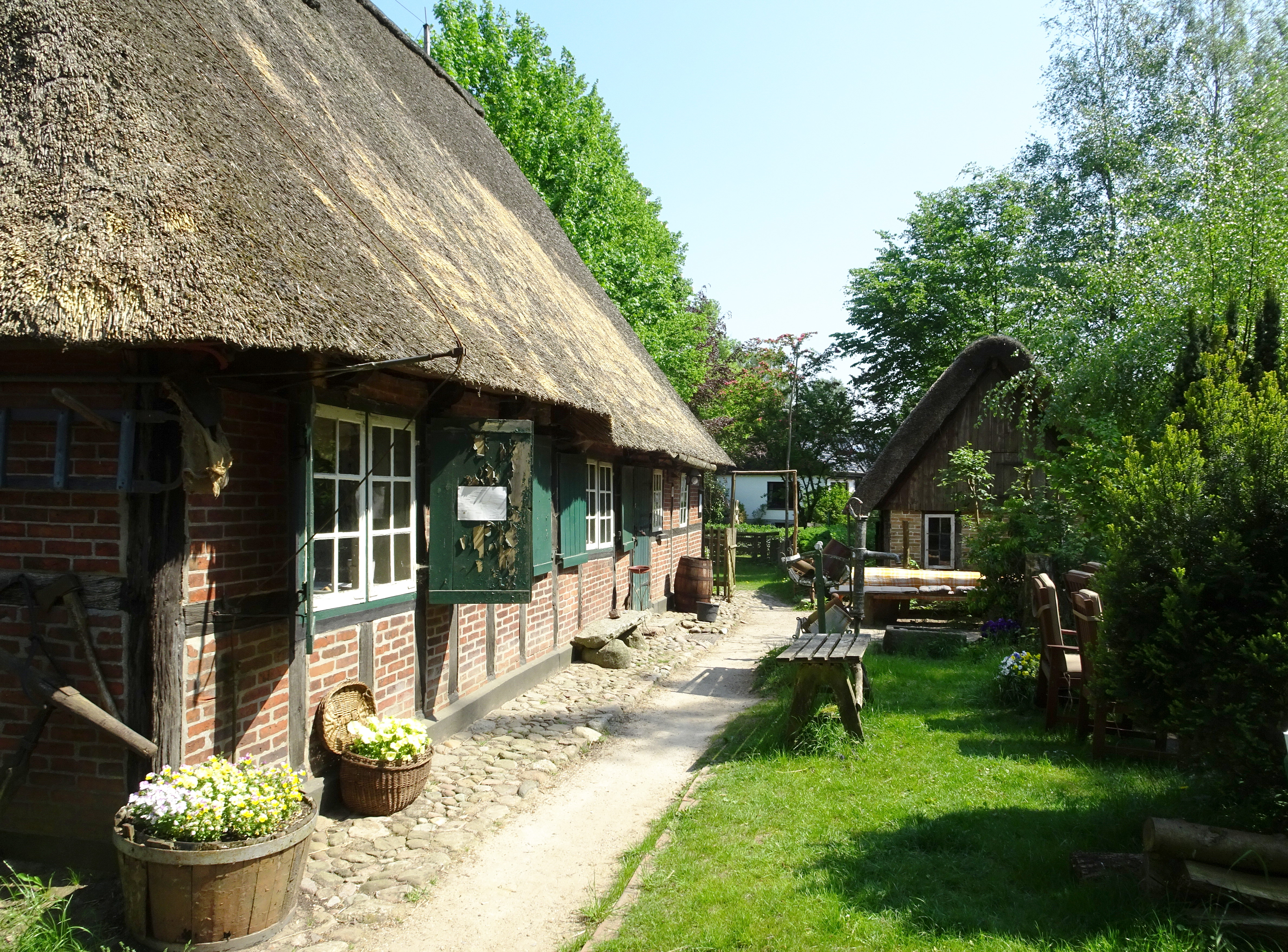
Alte Kate (links) und Stall
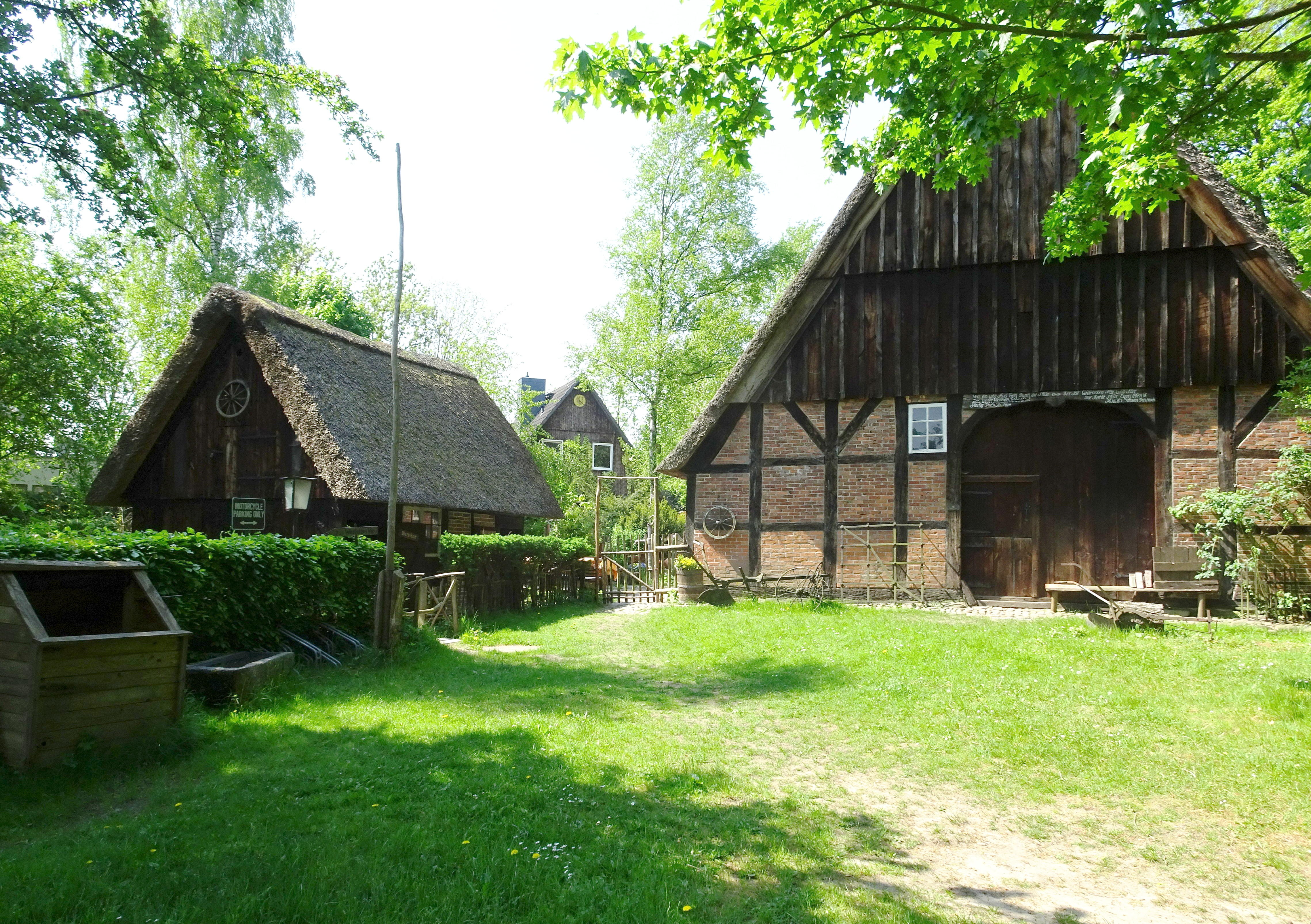
Alte Kate (rechts) und Stall
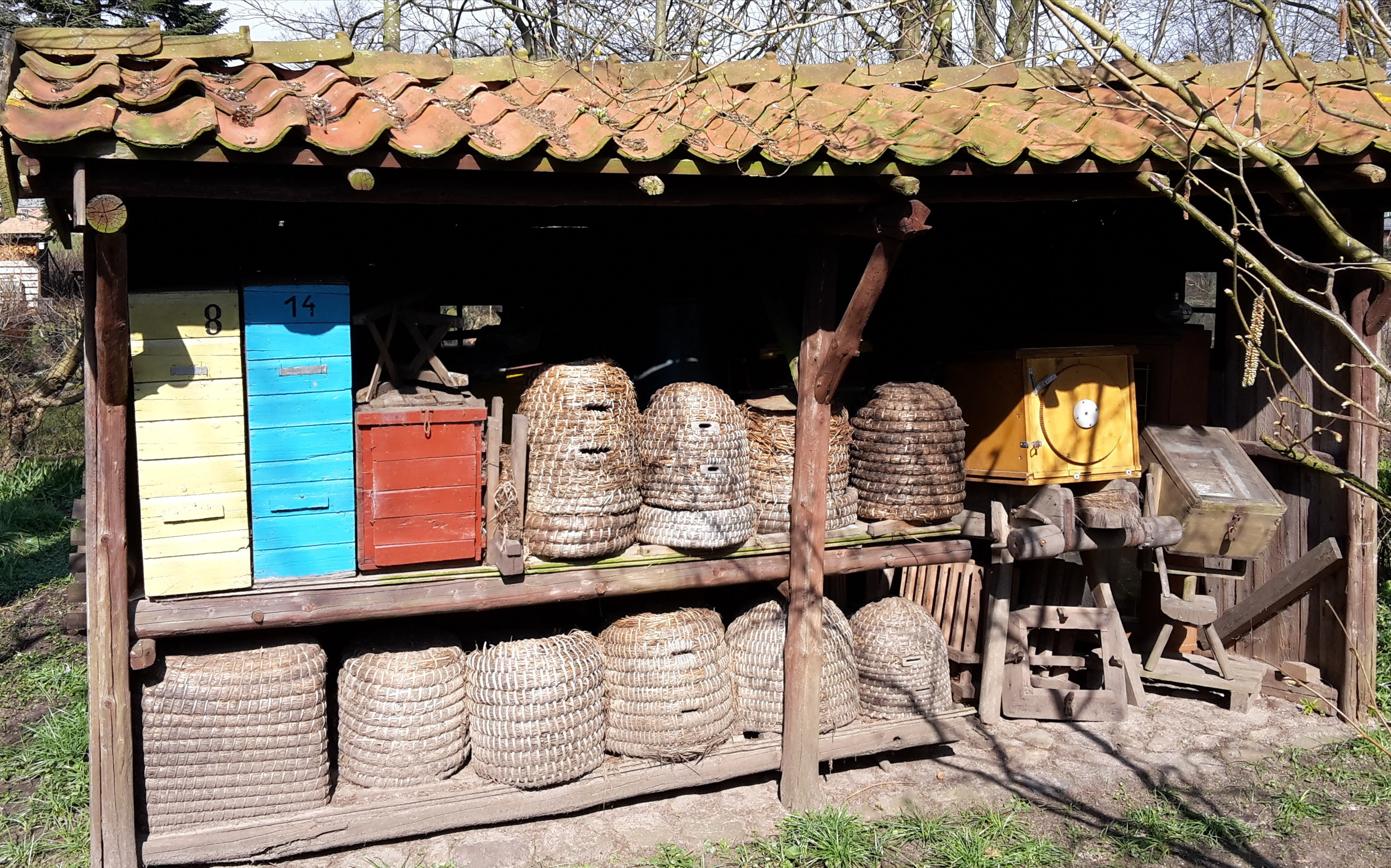
Bienenstand
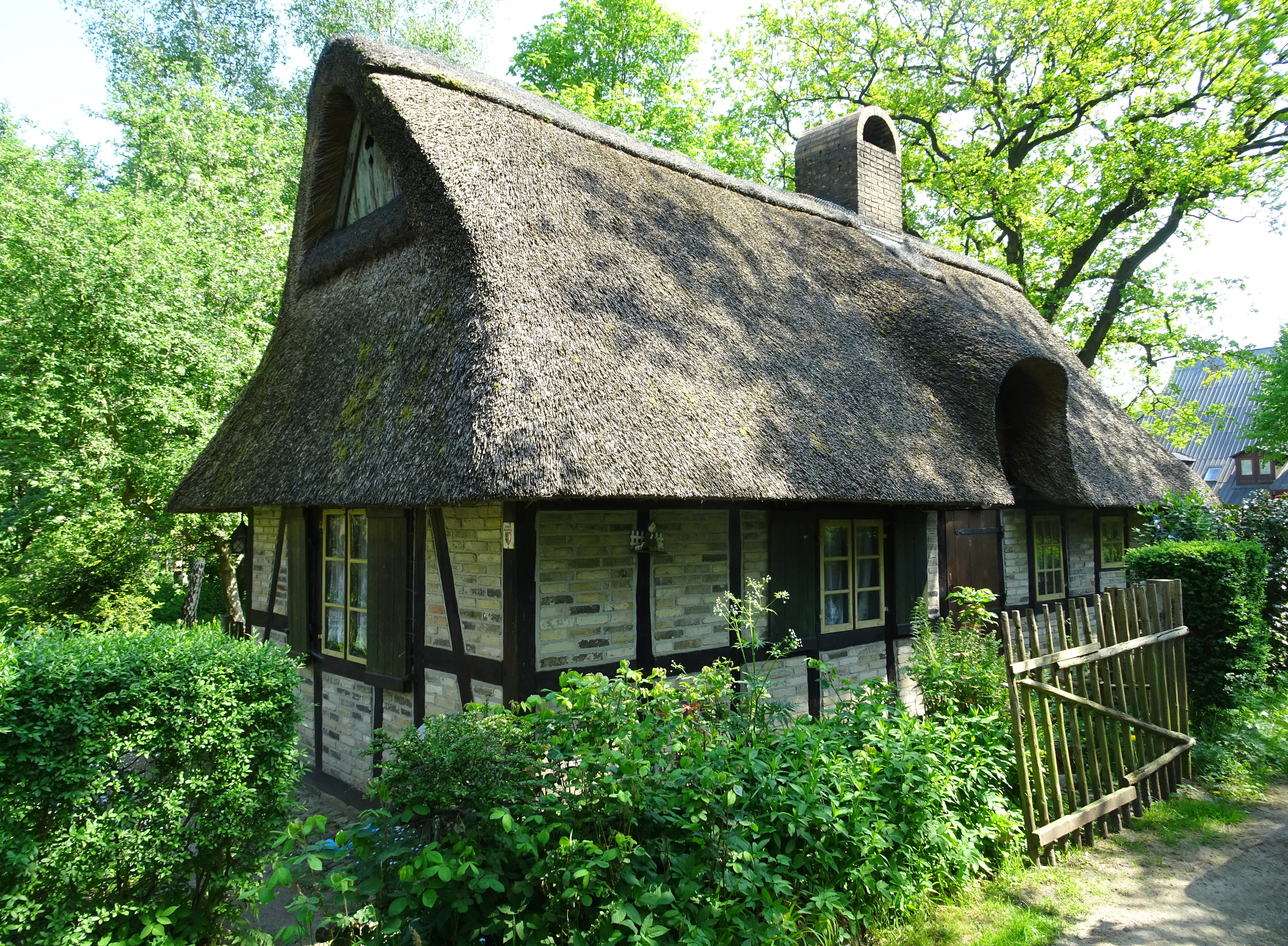
Schäferkate
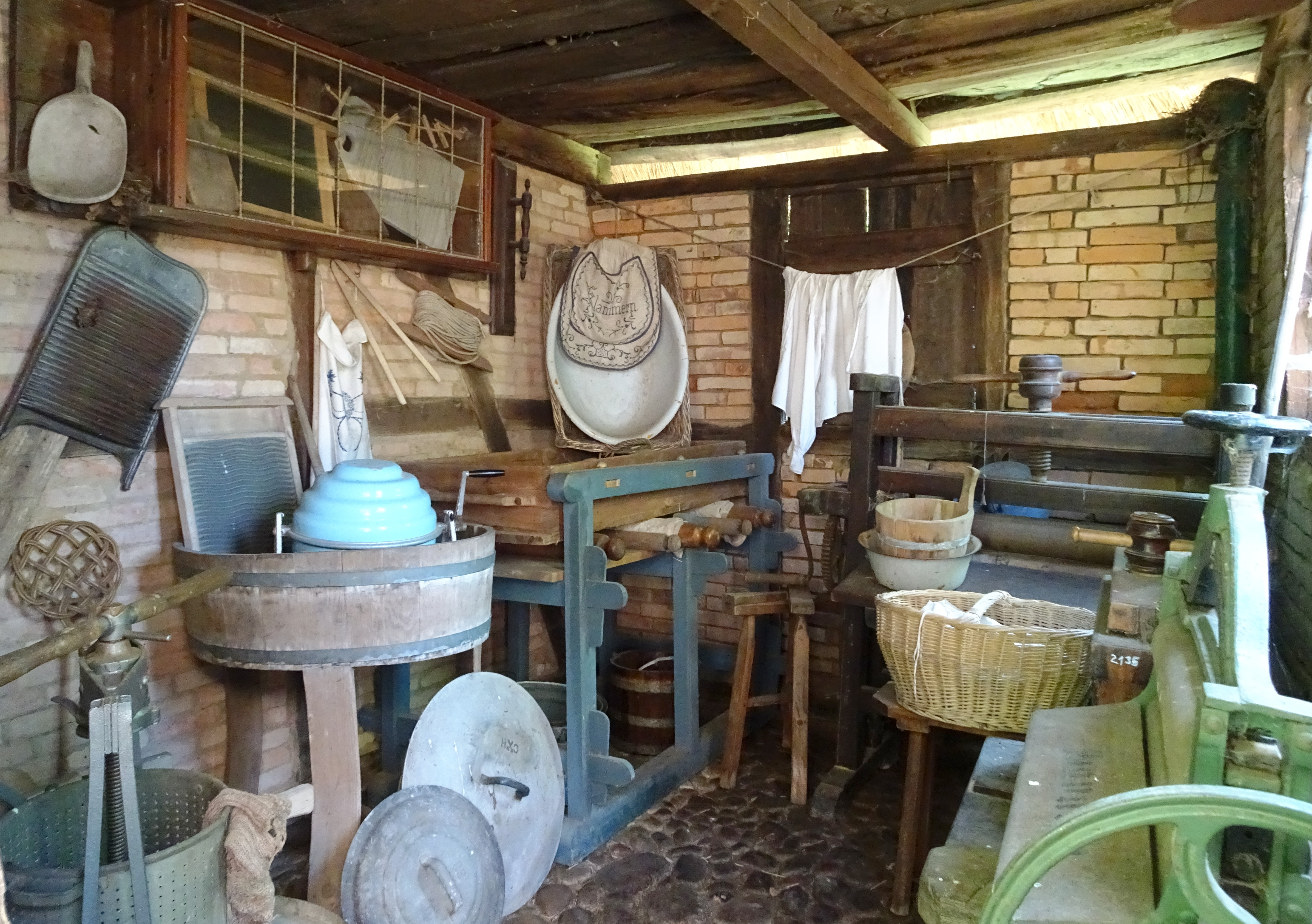
Waschküche
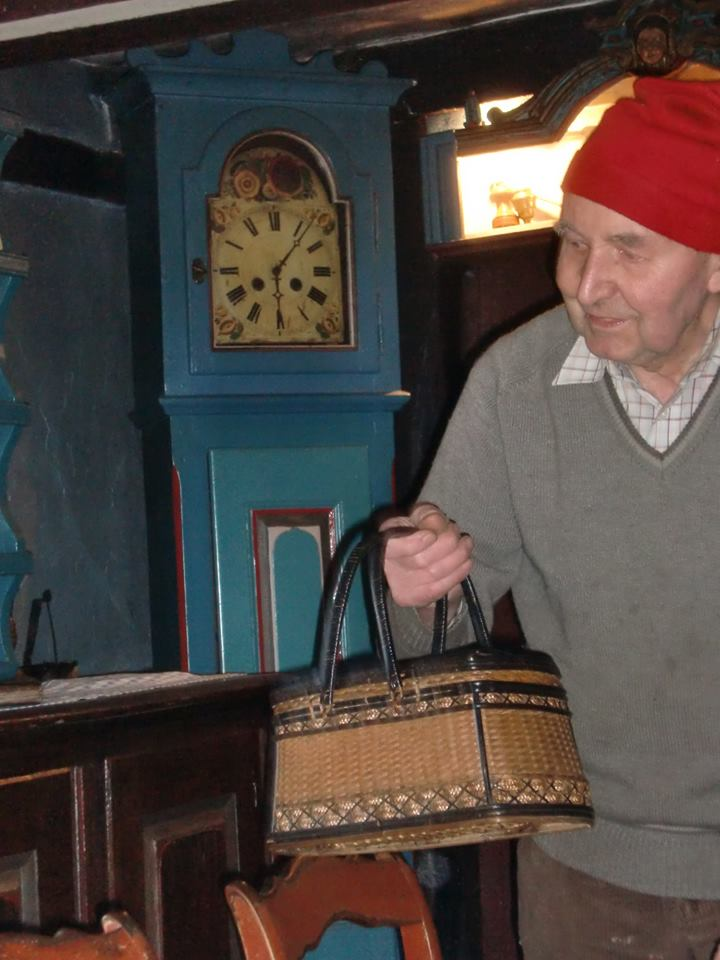
W. Hauschildt

## Organisatorisches
Das Museum wird durch einen Museumsverein betrieben und ist ganzjährig samstags und sonntags sowie an Feiertagen von 14 bis 18 Uhr geöffnet.